# Wilhelmina Kinderziekenhuis
Het Wilhelmina Kinderziekenhuis (WKZ) is een kinderziekenhuis in Utrecht, dat in 1888 begon aan de Oude Kerkstraat 28-30 en tien jaar later verhuisde naar de Nieuwegracht 137. Het ziekenhuis is vernoemd naar koningin Wilhelmina.
Het ziekenhuis had aanvankelijk voldoende ruimte in het pand op de Nieuwegracht en barakken in de achtertuin. Maar in de daarop volgende honderd jaar werden er verschillende uitbreidingen gerealiseerd achter het oude gebouw. Successievelijk werden in het blok tussen de A.B.C.-straat, Groenestraat en Eligenstraat de woningen opgekocht, onteigend en gesloopt, de vrijgekomen ruimte werd gebruikt voor nieuwe vleugels. De bekendste uitbreiding was de circa 30 meter hoge beddentoren die in 1969 werd gerealiseerd. In de oude binnenstad kwam tussen de kleinschalige monumentale architectuur van woonhuizen een betonnen flat te staan. In 1973 werd er weer een vleugel bijgebouwd. Maar uiteindelijk bleek dat er niet onbeperkt kon worden uitgebreid in de binnenstad. Het besef brak door dat de toenemende vraag naar zorg, in kwaliteit en kwantiteit, niet op deze plek was in te vullen. Ook de groeiende verkeersstromen naar de binnenstad, van steeds meer ouders die op bezoek konden komen, zorgden voor problemen in de omgeving. Ten slotte waren het de veranderende bouwinzichten (ten opzichte van de jaren 70) die het kinderziekenhuis deden besluiten om uit te wijken naar een nieuwe locatie.
Ter gelegenheid van het 100-jarig bestaan van het Wilhelmina Kinderziekenhuis is door de kunstenaar Guus Hellegers een erepenning vervaardigd, die wordt gegoten bij Binder. In 2023 werd de erepenning uitgereikt aan kinderarts en neonatoloog Floris Groenendaal.
Op 3 maart 1999 verhuisde het ziekenhuis naar nieuwbouw op De Uithof, naast het AZU, waarmee het ook in dat jaar fuseerde tot het Universitair Medisch Centrum Utrecht. De gebouwen zijn verbonden door een tunnel waardoor men zich met steps kan verplaatsen. In de nieuwbouw is ook de bloedbank gehuisvest die zich voorheen op de Rubenslaan bevond.
In 2005 werd het inmiddels al jarenlang leegstaande oude hoofdgebouw gekraakt, maar binnen enkele weken op last van de Utrechtse burgemeester ontruimd. De panden aan de Nieuwegracht zijn inmiddels verbouwd tot appartementen. In de Groenestraat is aan weerszijden nog een enkele gevel bewaard gebleven van het toenmalige ziekenhuis uit de jaren 1970. Op het terrein aan de A.B.C.-straat zijn alle gebouwen van het ziekenhuis gesloopt en is nieuwbouw neergezet voor Victas, een centrum voor verslavingszorg. Het ontwerp won de Rietveldprijs 2013 voor architectuur. Victas heeft dat gebouw door faillissement in 2018 moeten verlaten. In 2019 is Mitros eigenaar geworden van het gebouwencomplex en Mitros gaat het verbouwen naar sociale woningbouw. In de Groenestraat en Eligenstraat zijn een appartementengebouw resp. woonhuizen op het voormalig ziekenhuisterrein in de periode 2007-2010 opgeleverd.
Het Opleidingsinstituut van het WKZ zat vanaf 1973 aan de Israëlslaan. Na de fusie met het UMCU verhuisde het naar De Uithof.